# Groen
Groen (Verd) és un partit polític ecologista flamenc. Va aparèixer en els anys 1970 com a moviment Agalev (Anders gaan leven, viure de manera diferent), fundat pel jesuïta Luc Versteylen, fundador del moviment mediambiental.

## Història

### Agalev
Des del 1973 va promoure accions per a defensar el medi ambient i a les eleccions legislatives belgues de 1974 i 1976 va donar suport als partits tradicionals amb la condició que defensessin el medi ambient. Com que aviat oblidaren els promeses, el 1977 es va constituir com a partit, després d'un important debat intern, i es presentà a les municipals, encara que no va assolir representació. A les eleccions europees de 1979 va treure el 2,3% i no va aconseguir cap escó.
Va tenir més sort a les eleccions legislatives belgues de 1981, on va treure el 4% i guanyà 2 escons i un senador. Alhora, l'equivalent való, Ecolo, va treure 2 escons i 3 senadors. El 1982 Agalev es va constituir oficialment com a partit i es va dissociar del moviment social, ja que molts dels seus membres renunciaren a formar part del partit.
A les municipals de 1982 va treure un 10% dels vots a molts municipis i durant uns anys actuà com a partit de protesta contra la pol·lució i la pobresa al Tercer Món, així com les protestes antinuclears a nivell local.
El partit anà guanyant progressivament representació: 2 més a les eleccions legislatives belgues de 1985, dos més a les de 1987 i un més a les eleccions de 1991. Esdevingué aleshores un adversari seriós dels altres partits. El 1992 va donar suports als acords de Sint-Michiels i a les primeres ecotaxes. A les eleccions de 1995 va perdre 2 escons, tot i que es va destacar en una campanya exigint mans netes i prou corrupció.

### Entrada al govern de Guy Verhofstadt
A les eleccions legislatives belgues de 1999, enmig de l'escàndol de les dioxines, va obtenir el 7% dels vots i 9 escons. Van donar suport al govern de Guy Verhofstadt, que tenia el suport del seu partit, Vlaamse Liberalen en Democraten (VLD), endemés de Mouvement Réformateur (MR), Socialistische Partij Anders i Partit Socialista (coalició porpra-verd). Agalev hi aportà com a ministres Magda Aelvoet (sanitat) i Eddy Boutmans (cooperació en el desenvolupament). També entrà a formar part del govern flamenc (Mieke Vogels, benestar i Vera Dua, agricultura). Això els va permetre, a nivell nacional, promoure legislació per renunciar a l'energia nuclear, formalitzar el matrimoni homosexual, legalitzar nombrosos immigrants en situació irregular i donar el 0,7% d'ajuda al desenvolupament; a nivell flamenc, desenvolupament de l'agricultura orgànica i ajudes als discapacitats.
Però també patí crisis. El 2002 Aelvoet va dimitir quan el govern decidí vendre armament a Nepal, aleshores en guerra civil, i votaren a favor de posar un sostre electoral del 5% per a entrar a ambdues cambres.

### Extraparlamentari i refundació com Groen
A les eleccions legislatives belgues de 2003 el partit va perdre molts vots i tots els escons a les cambres, i Jos Geysels va dimitir com a líder del partit, que va prendre diverses decisions estratègiques; es negà a Limburg a formar llista conjunta amb PS-Sprit i canvià el nom a Groen; s'establí el càrrec de president del partit, i hi nomenaren Vera Dua, però va perdre molts militants, que van passar al Socialistische Partij Anders i Spirit.
A les eleccions legislatives belgues de 2007 va obtenir 4 escons i un senador, i Vera Dua va renunciar a la presidència, sent rellevada per Mieke Vogels amb el 58% dels vots en un congrés a Gant, enfront del 42% de Wouter Van Besien, i va renunciar a la reelecció, i el 25 d'octubre de 2009 Van Besien fou escollit per rellevar-la. A les eleccions legislatives belgues de 2010 va obtenir 5 escons i un senador.
L'11 d'octubre de 2011 es va presentar un acord entre els partits flamencs Christen-Democratisch en Vlaams (CD&V), Open VLD, Socialistische Partij Anders (sp.a), Groen i els francòfons Parti Socialiste (PS), Mouvement Réformateur (MR), Centre Demòcrata Humanista (CDH) i Ecolo per a una sisena reforma de la Constitució de Bèlgica en la que el districte electoral i judicial de Brussel·les-Halle-Vilvoorde es dividiria, es transferirien competències federals a les comunitats i regions com economia, ocupació i política familiar, i el Senat belga ja no seria elegit directament, sinó que es convertirà en una assemblea de parlaments regionals, amb menys membres. Tanmateix, encara s'havia de formar una coalició de govern.

### Entrada al govern de De Croo
Després de les eleccions legislatives belgues de 2019, l'1 d'octubre de 2020 Alexander De Croo de l'Open Vld va assumir el càrrec de primer ministre amb el govern de coalició del seu partit, l'Open Vld amb el MR, els socialistes de Flandes (Endavant) i de Valònia (PS), el Christen-Democratisch en Vlaams (CD&V) i els ecologistes flamencs i els valons. El març de 2022 Meyrem Almaci va anunciar la seva retirada com a presidenta del partit, sent rellevada per Jeremie Vaneeckhout i Nadia Naji com a colíders.

### A l'oposició
Després de les eleccions legislatives belgues de 2024, en què van caure en suport, van quedar fora del govern de coalició encapçalat per Bart de Wever.

## Resultats electorals
| Eleccions legislatives belgues | Eleccions legislatives belgues   | Eleccions legislatives belgues | Eleccions legislatives belgues | Eleccions legislatives belgues | Eleccions legislatives belgues | Eleccions legislatives belgues | Eleccions legislatives belgues |
| Any                            | Lider                            | Vots                           | %                              | +/-                            | Escons                         | +/-                            | Govern                         |
| ------------------------------ | -------------------------------- | ------------------------------ | ------------------------------ | ------------------------------ | ------------------------------ | ------------------------------ | ------------------------------ |
| 1977                           |                                  | 2,435                          | 0 / 100                        | Nou                            | 0 / 212                        | Nou                            | Extraparlamentari              |
| 1978                           |                                  | 5,556                          | 0,1 / 100                      |                                | 0 / 212                        | =                              | Extraparlamentari              |
| 1981                           |                                  | 138,575                        | 2,3 / 100                      |                                | 2 / 212                        | ▲ 2                            | Oposició                       |
| 1985                           |                                  | 226,758                        | 3,7 / 100                      |                                | 4 / 212                        | ▲ 2                            | Oposició                       |
| 1987                           | Leo Cox                          | 275,437                        | 4,5 / 100                      |                                | 6 / 212                        | ▲ 2                            | Oposició                       |
| 1991                           | Johan Malcorps                   | 299,550                        | 4,9 / 100                      |                                | 7 / 212                        | ▲ 1                            | Oposició                       |
| 1995                           | Johan Malcorps                   | 269,058                        | 4,4 / 100                      |                                | 5 / 150                        | ▼ 2                            | Oposició                       |
| 1999                           | Jos Geysels                      | 434,449                        | 7 / 100                        |                                | 9 / 150                        | ▲ 4                            | Coalició                       |
| 2003                           | Jos Geysels                      | 162,205                        | 2,5 / 100                      |                                | 0 / 150                        | ▼ 9                            | Extraparlamentari              |
| 2007                           | Vera Dua                         | 265,828                        | 4 / 100                        |                                | 4 / 150                        | ▲ 4                            | Oposició                       |
| 2010                           | Wouter Van Besien                | 285.989                        | 4,4 / 100                      |                                | 5 / 150                        | ▲ 1                            | Oposició                       |
| 2014                           | Wouter Van Besien                | 358.947                        | 5,3 / 100                      |                                | 6 / 150                        | ▲ 1                            | Oposició                       |
| 2019                           | Meyrem Almaci                    | 413.836                        | 6,1 / 100                      | ▲ 0,78                         | 8 / 150                        | ▲ 2                            | Coalició                       |
| 2024                           | Nadia Naji i Jeremie Vaneeckhout | 324.608                        | 4,7 / 100                      | ▼ 1,45                         | 6 / 150                        | ▼ 2                            | Oposició                       |

### Senat
| Any  | Vots    | %   | Escons  | +/− |
| ---- | ------- | --- | ------- | --- |
| 1977 | 3,270   | 0.1 | 0 / 106 | Nou |
| 1978 |         |     | 0 / 106 | =   |
| 1981 | 121,016 | 2.0 | 1 / 106 | 1   |
| 1985 | 229,206 | 3.8 | 2 / 106 | 1   |
| 1987 | 299,049 | 4.9 | 3 / 105 | 1   |
| 1991 | 314,360 | 5.1 | 5 / 70  | 2   |
| 1995 | 223,355 | 3.7 | 1 / 40  | 4   |
| 1999 | 438,931 | 7.1 | 3 / 40  | 2   |
| 2003 | 161,024 | 2.5 | 0 / 40  | 3   |
| 2007 | 241,151 | 3.6 | 1 / 40  | 1   |
| 2010 | 251,605 | 3.9 | 1 / 40  | =   |
| 2014 | 251,605 | 3.9 | 1 / 40  | =   |
| 2019 | 251,605 | 3.9 | 1 / 40  | =   |
| 2024 | 251,605 | 3.9 | 1 / 40  | =   |

### Regional

#### Parlament de Brussel·les
| Any  | Vots   | %          | %         | Escons | +/− | Govern         |
| Any  | Vots   | D.E.C.     | Total     | Escons | +/− | Govern         |
| ---- | ------ | ---------- | --------- | ------ | --- | -------------- |
| 1989 | 4,821  |            | 1.1 (#12) | 1 / 75 |     | Oposició       |
| 1995 | 3,906  |            | 1.0 (#11) | 0 / 75 | 1   | Oposició       |
| 1999 | 13,223 | 21.8 (#4)  | 3.1 (#8)  | 0 / 75 | =   | Oposició       |
| 2004 | 6,132  | 9.8 (#5)   | 1.4 (#10) | 1 / 89 | 1   | Oposició       |
| 2009 | 5,806  | 11.2 (#5)  | 1.3 (#10) | 2 / 89 | 1   | Coalició       |
| 2014 | 9,551  | 17.9 (#5)  | 2.1 (#9)  | 3 / 89 | 1   | Oposició       |
| 2019 | 14,425 | 20.6 (#1)  | 3.1 (#7)  | 4 / 89 | 1   | Coalició       |
| 2024 | 18,345 | 22.82 (#1) |           | 4 / 89 | =   | Per determinar |

#### Parlament flamenc
| Any  | Vots    | %         | Escons   | +/− | Govern         |
| ---- | ------- | --------- | -------- | --- | -------------- |
| 1995 | 267,155 | 7.1 (#6)  | 7 / 124  |     | Oposició       |
| 1999 | 451,361 | 11.6 (#5) | 12 / 124 | 5   | Coalició       |
| 2004 | 308,898 | 7.6 (#5)  | 6 / 124  | 6   | Oposició       |
| 2009 | 278,211 | 6.8 (#7)  | 7 / 124  | 1   | Oposició       |
| 2014 | 365,779 | 8.7 (#5)  | 10 / 124 | 3   | Oposició       |
| 2019 | 428,696 | 10.1 (#5) | 14 / 124 | 4   | Oposició       |
| 2024 | 304,688 | 7.17      | 9 / 124  | 5   | Per determinar |

### Parlament Europeu
| Any  | Líder           | Vots    | %          | %     | Escons | +/− | Grup      |
| Any  | Líder           | Vots    | D.E.C.     | Total | Escons | +/− | Grup      |
| ---- | --------------- | ------- | ---------- | ----- | ------ | --- | --------- |
| 1979 | Paul Staes      | 77,986  | 2.33 (#5)  | 1.43  | 0 / 24 | Nou | −         |
| 1984 | Paul Staes      | 246,712 | 7.08 (#5)  | 4.31  | 1 / 24 | 1   | RBW       |
| 1989 | Paul Staes      | 446,539 | 12.20 (#4) | 7.57  | 1 / 24 | =   | G         |
| 1994 | Magda Aelvoet   | 396,198 | 10.73 (#5) | 6.64  | 1 / 25 | =   | G         |
| 1999 | Patsy Sörensen  | 464,042 | 11.98 (#6) | 7.50  | 2 / 25 | 1   | Verds/ALE |
| 2004 | Bart Staes      | 320,874 | 7.99 (#5)  | 4.94  | 1 / 24 | 1   | Verds/ALE |
| 2009 | Bart Staes      | 322,149 | 7.90 (#6)  | 4.90  | 1 / 22 | =   | Verds/ALE |
| 2014 | Bart Staes      | 447,391 | 10.62 (#5) | 6.69  | 1 / 21 | =   | Verds/ALE |
| 2019 | Petra De Sutter | 525,908 | 12.37 (#5) | 7.81  | 1 / 21 | =   | Verds/ALE |
| 2024 | Sara Matthieu   | 450,781 | 10.00 (#5) | 6.31  | 1 / 21 | =   | Verds/ALE |